# Lille OSC
Lille Olympique Sporting Club (phát âm tiếng Pháp: [lil ɔlɛ̃pik spɔʁtɪŋ klœb]), thường được gọi là LOSC, Lille OSC hoặc đơn giản là Lille, là một câu lạc bộ bóng đá Pháp có trụ sở ở Lille. Câu lạc bộ được thành lập vào năm 1944 và thi đấu ở Ligue 1, giải hạng nhất của bóng đá Pháp. Lille chơi các trận đấu sân nhà kể từ năm 2012 tại sân vận động Pierre-Mauroy gần Villeneuve d'Ascq.

## Sân vận động

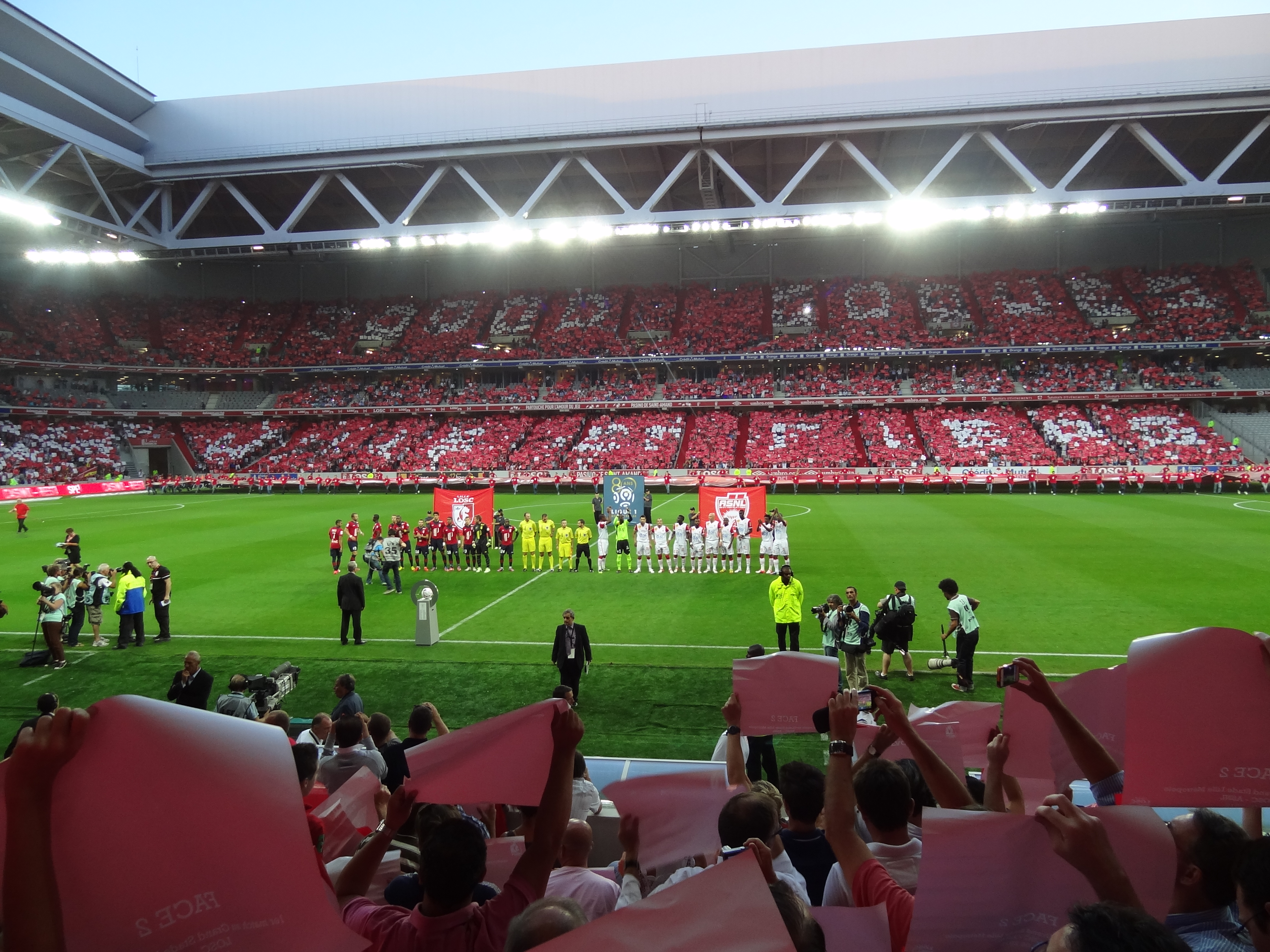
Lille xếp hàng tại Sân vận động Pierre-Mauroy trước một trận đấu vào năm 2012

Sân vận động Pierre-Mauroy được khánh thành vào năm 2012. Ban đầu sân có tên là Centre Olympique de Lille Est, khu sân của câu lạc bộ trải rộng trên 5 hecta, có ba sân bóng đá cỏ tự nhiên và một sân tổng hợp, cũng như một số tòa nhà bao gồm một trung tâm y tế và phòng tập thể dục.

## Các cầu thủ

### Đội hình hiện tại
Tính đến ngày 6/9/2024.
Ghi chú: Quốc kỳ chỉ đội tuyển quốc gia được xác định rõ trong điều lệ tư cách FIFA. Các cầu thủ có thể giữ hơn một quốc tịch ngoài FIFA.
| Số | VT | Quốc gia  | Cầu thủ                  |
| -- | -- | --------- | ------------------------ |
| 1  | TM | Ý         | Vito Mannone             |
| 2  | HV | Algérie   | Aïssa Mandi              |
| 4  | HV | Brasil    | Alexsandro               |
| 5  | HV | Thụy Điển | Gabriel Gudmundsson      |
| 6  | TV | Algérie   | Nabil Bentaleb           |
| 7  | TV | Iceland   | Hákon Arnar Haraldsson   |
| 8  | TV | Anh       | Angel Gomes              |
| 9  | TĐ | Canada    | Jonathan David (đội phó) |
| 10 | TV | Pháp      | Rémy Cabella             |
| 11 | TĐ | Na Uy     | Osame Sahraoui           |
| 12 | HV | Bỉ        | Thomas Meunier           |
| 13 | HV | Algérie   | Akim Zedadka             |
| 14 | HV | Pháp      | Samuel Umtiti            |
| 16 | TM | Pháp      | Marc-Aurèle Caillard     |

| Số | VT | Quốc gia               | Cầu thủ                           |
| -- | -- | ---------------------- | --------------------------------- |
| 17 | TV | Cộng hòa Dân chủ Congo | Ngal'ayel Mukau                   |
| 18 | HV | Pháp                   | Bafodé Diakité (đội phó thứ 2)    |
| 19 | TĐ | Bỉ                     | Matias Fernandez-Pardo            |
| 20 | HV | Hà Lan                 | Mitchel Bakker (mượn từ Atalanta) |
| 21 | TV | Pháp                   | Benjamin André (đội trưởng)       |
| 22 | HV | Bồ Đào Nha             | Tiago Santos                      |
| 23 | TV | Kosovo                 | Edon Zhegrova                     |
| 26 | TV | Bồ Đào Nha             | André Gomes                       |
| 27 | TĐ | Guinée                 | Mohamed Bayo                      |
| 28 | HV | Bồ Đào Nha             | Rafael Fernandes                  |
| 29 | TV | Pháp                   | Ethan Mbappé                      |
| 30 | TM | Pháp                   | Lucas Chevalier                   |
| 31 | HV | Brasil                 | Ismaily                           |
| 32 | TV | Pháp                   | Ayyoub Bouaddi                    |

### Đội dự bị
Ghi chú: Quốc kỳ chỉ đội tuyển quốc gia được xác định rõ trong điều lệ tư cách FIFA. Các cầu thủ có thể giữ hơn một quốc tịch ngoài FIFA.
| Số | VT | Quốc gia | Cầu thủ         |
| -- | -- | -------- | --------------- |
| 34 | TĐ | Pháp     | Aaron Malouda   |
| 36 | HV | Pháp     | Ousmane Touré   |
| 50 | TM | Pháp     | Joris Revault   |
| —  | TM | Pháp     | Lisandru Olmeta |

| Số | VT | Quốc gia | Cầu thủ              |
| -- | -- | -------- | -------------------- |
| —  | TV | Pháp     | Lilian Baret         |
| —  | TV | Pháp     | Adame Faïz           |
| —  | TV | Pháp     | Valentin Vanbaleghem |

### Cho mượn
Ghi chú: Quốc kỳ chỉ đội tuyển quốc gia được xác định rõ trong điều lệ tư cách FIFA. Các cầu thủ có thể giữ hơn một quốc tịch ngoài FIFA.
| Số | VT | Quốc gia  | Cầu thủ                                           |
| -- | -- | --------- | ------------------------------------------------- |
| —  | TV | Argentina | Ignacio Miramón (tại Boca Juniors đến 31/12/2025) |
| —  | TĐ | Serbia    | Andrej Ilić (tại Union Berlin đến 30/6/2025)      |

| Số | VT | Quốc gia   | Cầu thủ                                       |
| -- | -- | ---------- | --------------------------------------------- |
| —  | TĐ | Bồ Đào Nha | Tiago Morais (tại Rio Ave đến 30/6/2025)      |
| —  | TĐ | Pháp       | Alan Virginius (tại Young Boys đến 30/6/2025) |

## Kỷ lục

### Ra sân nhiều nhất
| #  | Cầu thủ            | Số trận |
| -- | ------------------ | ------- |
| 1° | Marceau Somerlinck | 428     |
| 2° | André Strappe      | 365     |
| 3° | Rio Mavuba         | 313     |
| 4° | Mathieu Debuchy    | 301     |
| 5° | Florent Balmont    | 292     |

### Ghi bàn nhiều nhất
| #  | Cầu thủ          | Số bàn thắng |
| -- | ---------------- | ------------ |
| 1° | Jean Baratte     | 218          |
| 2° | André Strappe    | 135          |
| 3° | Gérard Bourbotte | 96           |
| 4° | Jean Lechantre   | 81           |
| 5° | Bolek Tempowski  | 81           |

## Ban lãnh đạo
Câu lạc bộ thể thao Lille Olympique – LOSC Lille (SASP) 
- Chủ tịch: Gérard Lopez
- Phó Tổng Giám đốc điều hành: Marc Ingla
- Giám đốc học viện: Jean-Michel Van Damme
- Giám đốc bóng đá: Franck Béria
- Cố vấn: Luis Campos
- Huấn luyện viên trưởng: Christophe Galtier

## Các huấn luyện viên
| Thời gian | Huấn luyện viên                   |
| --------- | --------------------------------- |
| 1944–46   | Georges Berry                     |
| 1946–58   | André Cheuva                      |
| 1958–59   | Jacques Delepaut (tạm quyền)      |
| 1959–61   | Jules Vandooren                   |
| 1961–62   | Jean Baratte                      |
| 1962      | Jean-Charles Van Gool (tạm quyền) |
| 1962–63   | Guy Poitevin                      |
| 1963–66   | Jules Bigot                       |
| 1966      | Jean-Charles Van Gool (tạm quyền) |
| 1966–69   | Daniel Langrand                   |
| 1969–70   | Joseph Jadrejak                   |
| 1970–73   | René Gardien                      |
| 1973–76   | Georges Peyroche                  |
| 1976–77   | Charles Samoy (tạm quyền)         |
| 1977–82   | José Arribas                      |
| 1982–84   | Arnaud Dos Santos                 |
| 1984–89   | Georges Heylens                   |
| 1989–92   | Jacques Santini                   |

| Thời gian | Huấn luyện viên                          |
| --------- | ---------------------------------------- |
| 1991      | Milan Đuričić Jacques Santini            |
| 1992–93   | Bruno Metsu                              |
| 1993      | Henryk Kasperczak                        |
| 1993–94   | Pierre Mankowski                         |
| 1994–95   | Jean Fernandez                           |
| 1995–97   | Jean-Michel Cavalli                      |
| 1997      | Hervé Gauthier Charles Samoy (tạm quyền) |
| 1997–98   | Thierry Froger                           |
| 1998–2001 | Vahid Halilhodžić                        |
| 2001–2002 | Bruno Baronchelli (tạm quyền)            |
| 2002      | Vahid Halilhodžić                        |
| 2002–08   | Claude Puel                              |
| 2008–13   | Rudi Garcia                              |
| 2013–15   | René Girard                              |
| 2015      | Hervé Renard                             |
| 2015      | Patrick Collot (tạm quyền)               |
| 2015–16   | Frédéric Antonetti                       |
| 2016–17   | Patrick Collot (tạm quyền)               |

| Thời gian | Huấn luyện viên    |
| --------- | ------------------ |
| 2017      | Franck Passi       |
| 2017      | Marcelo Bielsa     |
| 2017      | João Sacramento    |
| 2017–2021 | Christophe Galtier |
| 2021–nay  | Jocelyn Gourvennec |

## Giải thưởng

### Quốc nội
- Ligue 1
  - Vô địch (4): 1945–46, 1953–54, 2010–11, 2020–21
- Ligue 2
  - Vô địch (4): 1963–64, 1973–74, 1977–78, 1999–2000
- Cúp bóng đá Pháp
  - Vô địch (6): 1945–46, 1946–47, 1947–48, 1952–53, 1954–55, 2010–11
- Siêu cúp bóng đá Pháp
  - Vô địch (1): 2021
- Cúp Liên đoàn bóng đá Pháp
  - Á quân (1): 2015–16
- Coupe Charles Drago
  - Á quân (2): 1954, 1956

### Châu Âu
- UEFA Intertoto Cup
  - Vô địch (1): 2004
- Latin Cup
  - Á quân (1): 1951